# Карсикко
Ка́рсикко (фин. karsikko) — особым образом обрубаемое или срубаемое хвойное дерево. Обычай делать карсикко, достаточно распространённый у финно-угорских народов (карел, финнов и др.), был связан с переходными и иными важными для отдельной личности и родовой общины жизненными ситуациями — свадьбой, удачей на охоте и, конечно, смертью почитаемого человека. В зависимости от ситуации карсикко могли вырубать различными способами: обрубали ветви в определённой части ствола, обрубали все ветви, оставляя нетронутой верхушку или отдельную ветку и т. д. Часто после вырубания карсикко следили за деревом — хорошее состояние и рост дерева могли означать счастье и удачу, высыхание — болезни, горе.
Слово karsikko — существительное от фин. karsia, что означает в современном языке «обрубать (сучья), выкорчёвывать, вырывать что-либо, отделять» и т. д.